# Robe dos nu

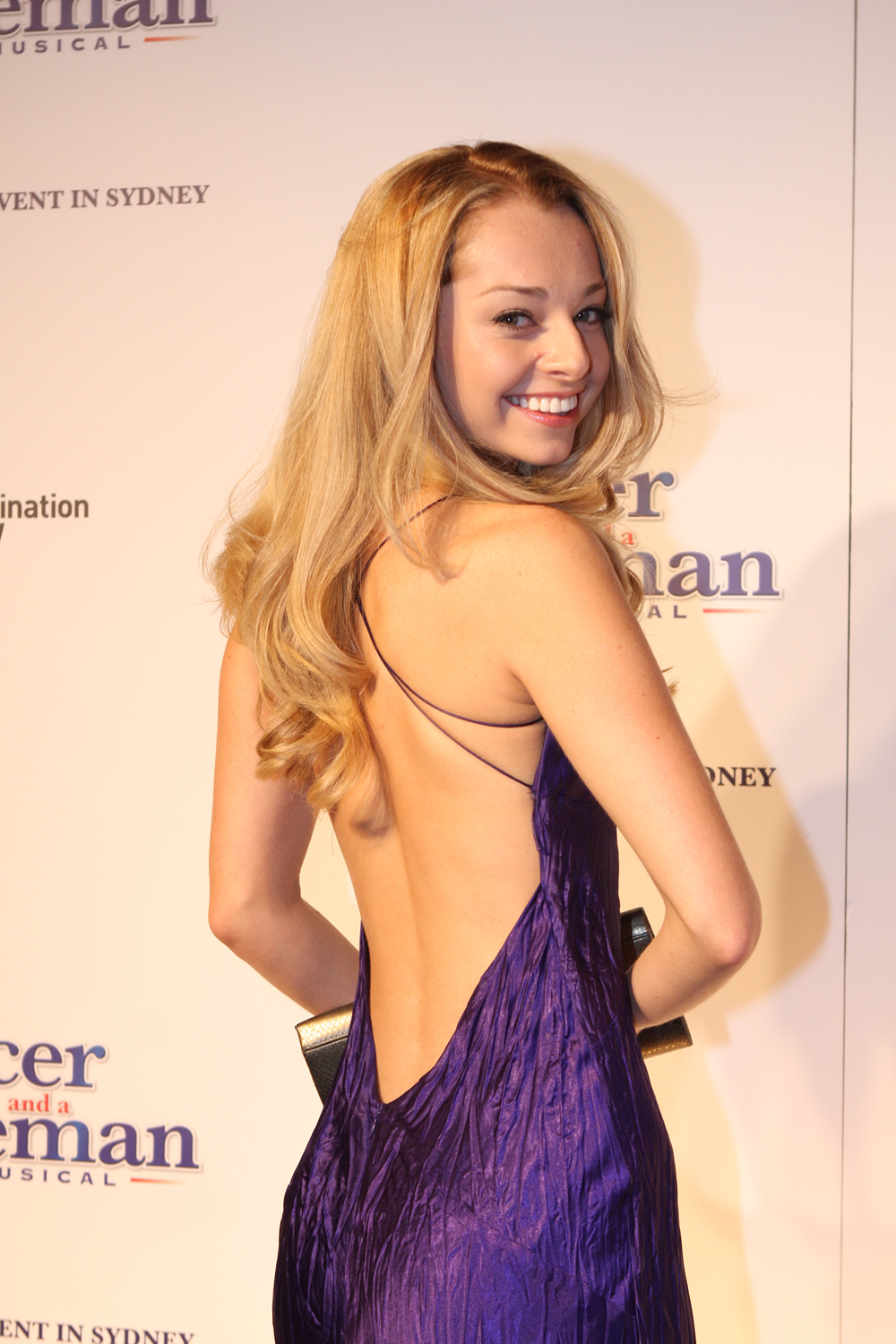
Une robe dos nu ou Backless dress, (2012)

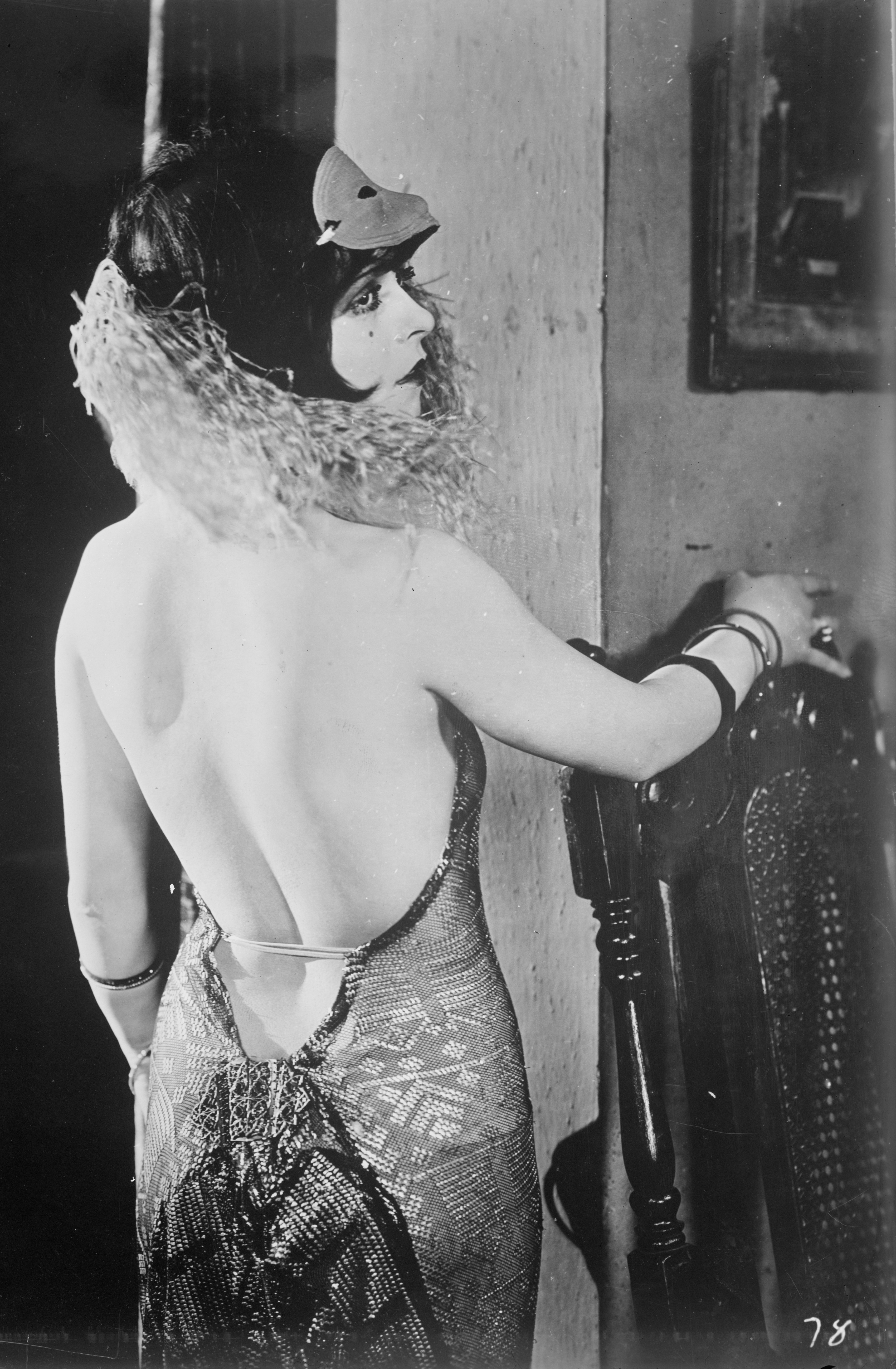
La it girl Clara Bow et l'une des premières robes dos nu des années 1920

Une robe dos nu (ou backless[réf. souhaitée] ou décolleté arrière) est une robe conçue pour exposer le dos de celle qui la porte. Une robe dos nu est le plus souvent portée comme une tenue de sortie (c'est-à-dire dans des occasions formelles), comme tenue de soirée ou même comme robe de mariée. Elle peut être de n'importe quelle longueur, allant de la minirobe à la robe longue.

## Histoire
Les robes dos nu sont apparues dans les années 1920. Dans les années 1930, le style est devenu l'un des alliés de la mode du bronzage, apparue à la même époque ; la robe sans dos était le moyen d'exhiber un bronzage (idéalement sans marques de bronzage)[réf. nécessaire]. La femme qui la portait se devait généralement d'être mince pour en tirer le meilleur avantage. En décembre 1937, l'actrice Micheline Patton fut filmée de manière controversée de derrière alors qu'elle portait une robe backless dans le dernier épisode du documentaire de mode de la BBC intitulé Clothes-Line. L'illusion de nudité a scandalisé les téléspectateurs, qui ont envoyé à la chaîne des plaintes écrites. Pearl Binder, coanimatrice de la série, a plaisanté : « Grand-maman regarde en arrière, mais Micheline n'a pas de dos à montrer. »[pas clair]